# 박현우 (배우)
박현우 (본명: 박근원 1982년 11월 21일 ~)은 대한민국의 모델이자 배우이다. 2002년 모델 라인을 통하여 모델로 활동하기 시작하였으며, 2006년 Mnet의 《아이 엠 어 모델 맨》(I AM A MODEL MEN)에 출연하면서 방송에도 출연하기 시작하였다.

## 학력
- 백제예술대학 방송연예

## 연기 활동

### 드라마
- 《최강칠우》 (KBS2, 2008년) - 삼혁 역
- 《영광의 재인》 (KBS2, 2011년)
- 《빠스껫 볼》 (tvN, 2013년)
- 《빛나거나 미치거나》 (MBC, 2015년)  - 박술 역
- 《함부로 애틋하게》 (KBS2, 2016년) - 강규철 역
- 《리치맨》 (MBN, 2018년) - 미카엘 역

### 영화
- 《내 아내의 모든 것》 (2012년) - 당하는 무용수 역
- 《회화실 201호》 (2012년)
- 《독서의 계절》 (2013년)[4]
- 《노브레싱》 (2013년) - 조민국 역
- 《숨바꼭질》 (2013년) - 접촉사고 운전자 역
- 《캐치미》 (2013년) - 댄스 경연대회 진숙파트너 역
- 《황제를 위하여》 (2014년) - 황제패 1 역
- 《남산의 부장들》 (2021년) -경호원 1 역
- 《제8일의 밤》 (2021년) - 형사 2 역
- 《평범한 로맨스》 (2021년)

### 방송
- 《I AM A MODEL MEN》 (2006년, Mnet)
- 《버저비터》 (2017년, tvN)